# John Carroll Lynch

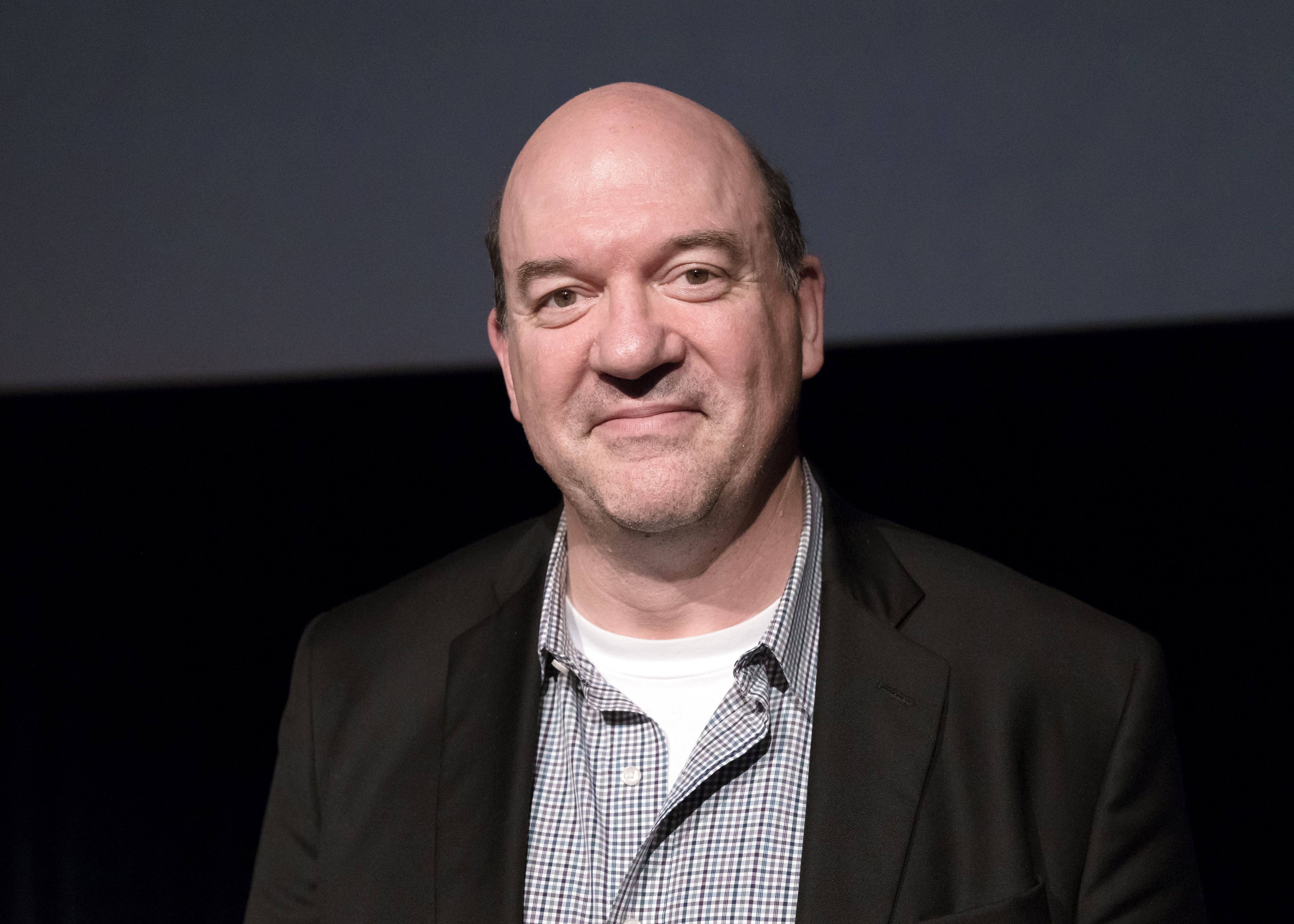
John Carroll Lynch (2017)

John Carroll Lynch (* 1. August 1963 in Boulder, Colorado) ist ein US-amerikanischer Schauspieler und Regisseur.

## Leben
Lynch wuchs in Minneapolis auf. Entgegen häufig geäußerter Mutmaßungen ist John Carroll Lynch nicht mit David Lynch verwandt. Er studierte an der University of Minnesota und absolvierte dann die Catholic University of America in Theaterschauspiel mit Auszeichnung. Später wurde er Mitglied der prestigeträchtigen Guthrie Theater Company in Minneapolis. Seit 1993 tritt er als Film- und Fernsehschauspieler in Erscheinung, seither war er in mehr als 100 Produktionen zu sehen.
Eine seiner ersten Rollen war in Fargo (1996), als Ehemann der von Frances McDormand gespielten Polizistin. In Volcano (1997) spielte er neben Tommy Lee Jones und Anne Heche, in dem Filmdrama Tausend Morgen (1997) trat er neben Jessica Lange, Michelle Pfeiffer und Jennifer Jason Leigh in einer der größeren Rollen auf. In dem Thriller Das Mercury Puzzle (1998) spielte er die Figur des Martin Lynch, der ermordete Vater des von Miko Hughes gespielten Simon Lynch, den Art Jeffries (Bruce Willis) beschützt. In der Komödie Ein Freund zum Verlieben (2000) spielte er die Rolle des Anwalts von Abbie Reynolds, die Madonna verkörperte. In der Komödie The Good Girl (2002), in der er neben Jennifer Aniston und Jake Gyllenhaal auftrat, spielte Lynch den Manager eines Supermarkts. In dem Horrorfilm Gothika (2003) spielte er den Sheriff Ryan. In Zodiac – Die Spur des Killers (2007) spielte er den Hauptverdächtigen, der eine Zodiac-Armbanduhr trug. In Gran Torino spielte er Martin, den Friseur von Hauptdarsteller Clint Eastwood als Walt Kowalski.
In den Jahren 1997 bis 2003 war er in der Fernsehserie Drew Carey Show zu sehen.
2017 gab er mit Lucky sein Regiedebüt. Das Werk mit Harry Dean Stanton in einer seiner letzten Filmrollen erhielt sehr gute Kritiken.
John Carroll Lynch ist seit 1997 mit der Schauspielerin Brenda Wehle verheiratet.

## Filmografie
Als Schauspieler
- 1993: Ein verrücktes Paar (Grumpy Old Men)
- 1995: Mississippi – Fluß der Hoffnung (la cura)
- 1995: Im Fadenkreuz – Konvoi des Schreckens (In the Line of Duty: Hunt for Justice, Fernsehfilm)
- 1996: Murder One (Fernsehserie, Episode 1x13)
- 1996: Beautiful Girls
- 1996: Frasier (Fernsehserie, Episode 3x14 Frasier und Diane)
- 1996: Fargo
- 1996: Der Klient (The Client, Fernsehserie, Episode 1x16)
- 1996: Tote schweigen nicht (Voice from the Grave, Fernsehfilm)
- 1996: Ich begehre deinen Sohn (A Friend’s Betrayal, Fernsehfilm)
- 1996: Shaughnessy (Fernsehfilm)
- 1996: The Fan
- 1996: Minnesota (Feeling Minnesota)
- 1996–1997: Life's Work (Fernsehserie, 2 Episoden)
- 1997: Volcano
- 1997: Dead Men Can't Dance
- 1997: Im Körper des Feindes (Face/Off)
- 1997: Bedingungslos – Im Netz der Leidenschaft (No Strings Attached)
- 1997: Tausend Morgen (A Thousand Acres)
- 1997: Practice – Die Anwälte (The Practice, Fernsehserie, Episode 2x07)
- 1997: The Visitor – Die Flucht aus dem All (The Visitor, Fernsehserie, Episode 1x10)
- 1997–2004: Drew Carey Show (The Drew Carey Show, Fernsehserie, 74 Episoden)
- 1998: Das Mercury Puzzle (Mercury Rising)
- 1998: From the Earth to the Moon (Miniserie, 2 Episoden)
- 1998: Restaurant
- 1998: Der Organmann (The Naked Man)
- 1999: The Minus Man
- 1999: L.A. Doctors (Fernsehserie, Episode 1x15)
- 1999: Turbulenzen – und andere Katastrophen (Pushing Tin)
- 1999: Star Trek: Raumschiff Voyager (Star Trek: Voyager, Fernsehserie, Episode 5x23 23 Uhr 59)
- 1999: Mit Vollgas durch die Nacht (Late Last Night, Fernsehfilm)
- 1999: Freak Weather
- 1999: Überall, nur nicht hier (Anywhere but Here)
- 1999: Family Law (Fernsehserie, Episode 1x01)
- 1999: Dienstags bei Morrie (Tuesdays with Morrie, Fernsehfilm)
- 2000: Waking the Dead
- 2000: Ein Freund zum Verlieben (The Next Best Thing)
- 2000: Nur noch 60 Sekunden (Gone in 60 Seconds)
- 2000: Auf der Flucht – Die Jagd geht weiter (The Fugitive, Fernsehserie, Episode 1x01)
- 2000: Gideon's Crossing (Fernsehserie, Episode 1x04)
- 2000: The West Wing – Im Zentrum der Macht (The West Wing, Fernsehserie, Episode 2x09 Galileo 5)
- 2001: Bubble Boy
- 2001: Rock & Roll Back to School Special (Fernsehfilm)
- 2002: The Good Girl
- 2002: Bug
- 2002: Par 6
- 2002: Three Days of Rain
- 2002: Live aus Bagdad (Live from Baghdad, Fernsehfilm)
- 2003: Confidence
- 2003: Gothika
- 2003: The Brotherhood of Poland, New Hampshire (Fernsehserie, 7 Episoden)
- 2004: Mission: Possible – Diese Kids sind nicht zu fassen! (Catch That Kid)
- 2004: The Mortuary
- 2004: Details (Kurzfilm)
- 2005: Carnivàle (Fernsehserie, 12 Episoden)
- 2005: Mozart und der Wal (Mozart and the Whale)
- 2005: American Dad (Fernsehserie, Episode 1x14 Stan im Waffen-Wunderland, Sprechrolle)
- 2005: Looking for Comedy in the Muslim World
- 2005–2006: Close to Home (Fernsehserie, 21 Episoden)
- 2006: Maybe It's in the Water (Kurzfilm)
- 2006: The PTA (Fernsehserie)
- 2007: Zodiac – Die Spur des Killers (Zodiac)
- 2007: Full of It – Lügen werden wahr (Full of It)
- 2007: Big Love (Fernsehserie, 2 Episoden)
- 2007: Eine neue Chance (Things We Lost in the Fire)
- 2007–2008: K-Ville (Fernsehserie, 11 Episoden)
- 2008: Gran Torino
- 2008: The Prince of Motor City (Fernsehfilm)
- 2009: Love Happens
- 2009: Lie to Me (Fernsehserie, Episode 2x02)
- 2009: Monk (Fernsehserie, Episode 8x09 Mr. Monk feiert nicht freiwillig Geburtstag)
- 2009: CSI: Vegas (CSI: Crime Scene Investigation, Fernsehserie, Episode 10x05 Sport & Mord)
- 2010: Hesher – Der Rebell (Hesher)
- 2010: Sympathy for Delicious
- 2010: Shutter Island
- 2010: How to Make It in America (Fernsehserie, Episode 1x07)
- 2010, 2012: The Glades (Fernsehserie, 2 Episoden)
- 2011: Paul – Ein Alien auf der Flucht (Paul)
- 2011: Crazy, Stupid, Love.
- 2011–2012: Body of Proof (Fernsehserie, 26 Episoden)
- 2012: Lady Vegas (Lay the Favorite)
- 2013: Highland Park
- 2013: The Pretty One
- 2013: Do No Harm (Fernsehserie, 10 Episoden)
- 2013–2014: Comedy Bang! Bang! (Fernsehserie, 2 Episoden)
- 2014: Camp X-Ray – Eine verbotene Liebe (Camp X-Ray)
- 2014: House of Lies (Fernsehserie, 2 Episoden)
- 2014: The Americans (Fernsehserie, 6 Episoden)
- 2014: Manhattan (Fernsehserie, 2 Episoden)
- 2014: Us & Them (Fernsehserie, Episode 1x06)
- 2014: The Money (Fernsehfilm)
- 2014: Hoke (Fernsehfilm)
- 2014–2019: American Horror Story (Fernsehserie, 18 Episoden)
- 2015: The Invitation
- 2015: Miss Bodyguard – In High Heels auf der Flucht (Hot Pursuit)
- 2015: Ted 2
- 2015: The Walking Dead (Fernsehserie, Episode 6x04 Hier ist nicht hier)
- 2015: Family Fortune (Fernsehfilm)
- 2016: Billions (Fernsehserie, Episode 1x07)
- 2016: Himmelskind (Miracles from Heaven)
- 2016: Der Architekt (The Architect)
- 2016: Jackie: Die First Lady (Jackie)
- 2016: Kill the King (Shangri-La Suite)
- 2016: The Founder
- 2016: Furst Born (Fernsehfilm)
- 2016–2017: Turn: Washington’s Spies (TURN, Fernsehserie, 8 Episoden)
- 2017: Anything
- 2017: Channel Zero (Fernsehserie, 6 Episoden)
- 2018: Private Life
- 2018: The White Orchid
- 2018: Crawford (Fernsehserie, 5 Episoden)
- 2018: The Handmaid’s Tale – Der Report der Magd (The Handmaid’s Tale, Fernsehserie, Episode 2x02)
- 2018: The Good Cop (Fernsehserie, Episode 1x03)
- 2018: One Dollar (Fernsehserie, 9 Episoden)
- 2019: The Highwaymen
- 2019: Veep – Die Vizepräsidentin (Veep, Fernsehserie, 3 Episoden)
- 2019: AHS9 Cast Teasers (Kurzfilm)
- 2019–2020: Perfect Harmony (Fernsehserie, 3 Episoden)
- 2020: Kiss Me Kosher
- 2020: The Trial of the Chicago 7
- 2020–2022: Big Sky (Fernsehserie)
- 2024: Babes
- 2024: Evil (Fernsehserie, 3 Episoden)
- 2025: Sorry, Baby
- 2025: Elsbeth (Fernsehserie, 2 Episoden)
- 2025: Ballard (Fernsehserie, 10 Episoden)

Als Regisseur
- 2017: Lucky